# Gnémasson
Gnémasson är ett arrondissement i kommunen Pehonko i Benin. Den hade 11 069 invånare år 2002.